# Королівські повітряні сили Румунії
Королівські повітряні сили Румунії (рум. Forțele Aeriene Regale ale României або рум. Aeronautica Regală Română (ARR) — вид збройних сил часів Королівства, який існував у 1924—1947 роках у складі Збройних сил Румунії.

## Історія
Королівські повітряні сили Румунії було створено 1 січня 1924 року шляхом реформування Румунського повітряного корпусу.
Під час Другої світової війни румунська авіація використовувала поруч з власними бойові літаки виробництва Німеччини та Італії, а також інші іноземні літаки, зокрема трофейні літаки противника. Королівські повітряні сили Румунії воювали проти Королівських повітряних сил Угорщини під час угорської анексії Північної Трансільванії в 1940 році. Основною одиницею їх формувань була ескадрилья (рум. Escadrilă). Королівські ПС Румунії воювали разом з Люфтваффе під час наступу на півдні України та в боях за Крим, аж до Сталінградської битви, коли Південне командування Люфтваффе було розміщено в Бухаресті. Румунські льотчики також виконували деякі розвідувальні та патрульні місії над Чорним морем разом з підрозділами болгарської авіації. Починаючи з 1943 року, румунська авіація виконувала завдання протиповітряної оборони нафтових об'єктів у Плоєшті, прикриття Бухареста від повітряних нальотів союзників, а також захисту конвоїв країн Осі в Чорному морі. Ці підрозділи воювали проти авіації армії США та Королівських ПС Великої Британії під час їхніх рейдів проти Румунії.
Основні моделі використовуваних літаків включають PZL P.24F, Hawker Hurricane, Heinkel He 112, Messerschmitt Bf 109E та G, Messerschmitt Bf 110 (для нічної оборони), IAR 80A, а також інші типи перехоплювачів, що використовувалися підрозділами Люфтваффе.
Після перевороту короля Михайла Румунія оголосила війну країнам Осі. Королівські повітряні сили Румунії, тепер союзник радянських ВПС, воювали проти німецьких та угорських військ у Трансільванії та Словаччині.

## Літаки, що перебували на озброєнні Королівських ПС
| Тип                              | Модифікація                       | Країна-виробник       | Опис                                                          |
| -------------------------------- | --------------------------------- | --------------------- | ------------------------------------------------------------- |
| Arado Ar 66                      | C                                 | Третій Рейх           | Двомісний тренувальний біплан з одним двигуном                |
| Arado Ar 196                     | A-3                               | Третій Рейх           | Літак-розвідник                                               |
| Avia BH-25                       | J                                 | Чехословаччина        | Одномоторний транспортний літак                               |
| Bloch MB.210                     | BN5                               | Франція               | Двомоторний бомбардувальник                                   |
| Bristol Blenheim                 | Mk.I                              | Велика Британія       | Легкий бомбардувальник/двомоторний винищувач                  |
| CANT Z.501                       |                                   | Королівство Італія    | Одномоторний гідролітак-розвідник                             |
| de Havilland Dragonfly           |                                   | Велика Британія       | двомоторний транспортний літак                                |
| de Havilland Dragon Rapide       |                                   | Велика Британія       | двомоторний транспортний літак                                |
| Dewoitine D.27                   |                                   | Франція               | Одномоторний винищувач                                        |
| Fieseler Fi 156 Storch           | C-2                               | Третій Рейх           | Одномоторний літак-розвідник                                  |
| Focke-Wulf Fw 44                 | C                                 | Третій Рейх           | Одномоторний літак-розвідник                                  |
| Focke-Wulf Fw 58 Weihe           | C                                 | Третій Рейх           | Двомоторний транспортний/санітарний літак                     |
| Focke-Wulf Fw 189                | A-1/2                             | Третій Рейх           | Двомоторний літак-розвідник                                   |
| Focke-Wulf Fw 190                | A-8/F-8                           | Третій Рейх           | Одномоторний винищувач                                        |
| Gotha Go 242                     | A-1                               | Третій Рейх           | Транспортний планер                                           |
| Hawker Hurricane                 | Mk. I                             | Велика Британія       | Одномоторний винищувач                                        |
| Heinkel He 111                   | E-3/H-3/H-6/H-20                  | Третій Рейх           | двомоторний середній бомбардувальник                          |
| Heinkel He 112                   | B-1/B-2                           | Третій Рейх           | Одномоторний винищувач                                        |
| Heinkel He 114                   | A-2                               | Третій Рейх           | Одномоторний літак-розвідник                                  |
| Henschel Hs 129                  | B-2                               | Третій Рейх           | Двомоторний штурмовик                                         |
| IAR POTEZ 25                     |                                   | Румунське королівство | Одномоторний літак-розвідник/бомбардувальник                  |
| IAR 14                           |                                   | Румунське королівство | Одномоторний винищувач                                        |
| IAR 15                           |                                   | Румунське королівство | Одномоторний винищувач                                        |
| IAR 22                           |                                   | Румунське королівство | Тренувальний одномоторний літак                               |
| IAR 37                           |                                   | Румунське королівство | Легкий одномоторний літак-розвідник/бомбардувальник           |
| IAR 38                           |                                   | Румунське королівство | Легкий одномоторний літак-розвідник/бомбардувальник           |
| IAR 39                           | A/B                               | Румунське королівство | Легкий одномоторний літак-розвідник/бомбардувальник           |
| IAR 79                           | IAR JR79B/ IAR JRS 79B1           | Румунське королівство | Двомоторний літак-розвідник/бомбардувальник                   |
| IAR 80                           | A/B/C                             | Румунське королівство | Одномоторний винищувач                                        |
| IAR 81                           | A/B/C                             | Румунське королівство | Одномоторний штурмовик                                        |
| Junkers W 34                     | H                                 | Третій Рейх           | одномоторний транспортний літак                               |
| Junkers Ju 52                    | 3mg7e                             | Третій Рейх           | двомоторний транспортний літак                                |
| Junkers Ju 87                    | D-3/D-5                           | Третій Рейх           | одномоторний двомісний пікіруючий бомбардувальник і штурмовик |
| Junkers Ju 88                    | A-4/D-1                           | Третій Рейх           | Двомоторний бомбардувальник                                   |
| Klemm Kl 35                      | D                                 | Третій Рейх           | Тренувальний одномоторний літак                               |
| Messerschmitt Bf 108             | B                                 | Третій Рейх           | Одномоторний транспортний літак                               |
| Messerschmitt Bf 109             | E-3/E-4/E-7/G-2/G-4/G-6/G-4A/G-6A | Третій Рейх           | Одномоторний винищувач                                        |
| Messerschmitt Bf 110             | C/D/F                             | Третій Рейх           | Двомоторний винищувач-бомбардувальник                         |
| Nardi FN.305                     |                                   | Королівство Італія    | Тренувальний одномоторний літак                               |
| Potez 540                        | 543                               | Франція               | Двомоторний літак-розвідник/бомбардувальник                   |
| Potez 630                        | 631/633                           | Франція               | Двомоторний літак-розвідник/бомбардувальник                   |
| Potez 650                        | 651                               | Франція               | Одномоторний транспортний літак/бомбардувальник               |
| PZL P.7                          |                                   | Польща                | Одномоторний винищувач. Трофейні з Польщі в 1939 році         |
| PZL P.11                         | B/C/F                             | Польща                | Одномоторний винищувач                                        |
| PZL P.24                         | E                                 | Польща                | Одномоторний винищувач                                        |
| PZL.23 Karaś                     | A/B                               | Польща                | Легкий одномоторний літак-розвідник/бомбардувальник           |
| PZL.37 Łoś                       | A/B                               | Польща                | двомоторний середній бомбардувальник                          |
| Savoia-Marchetti SM.62           | bis                               | Королівство Італія    | Гідролітак-розвідник/транспортний літак/бомбардувальник       |
| Savoia-Marchetti S.55            |                                   | Королівство Італія    | Літак-розвідник/ двомоторний середній бомбардувальник         |
| Savoia-Marchetti SM.79 Sparviero | B/JR                              | Королівство Італія    | Тримоторний бомбардувальник                                   |
| STC SM62                         | Sub licență                       | Румунське королівство | Одномоторний гідролітак-розвідник                             |
| SET 31                           |                                   | Румунське королівство | Тренувальний одномоторний літак                               |
| SET 7                            | 7A, 7K, 7H                        | Румунське королівство | Навчальний гідролітак, одномоторний розвідник                 |